# Ana Lucía Domínguez

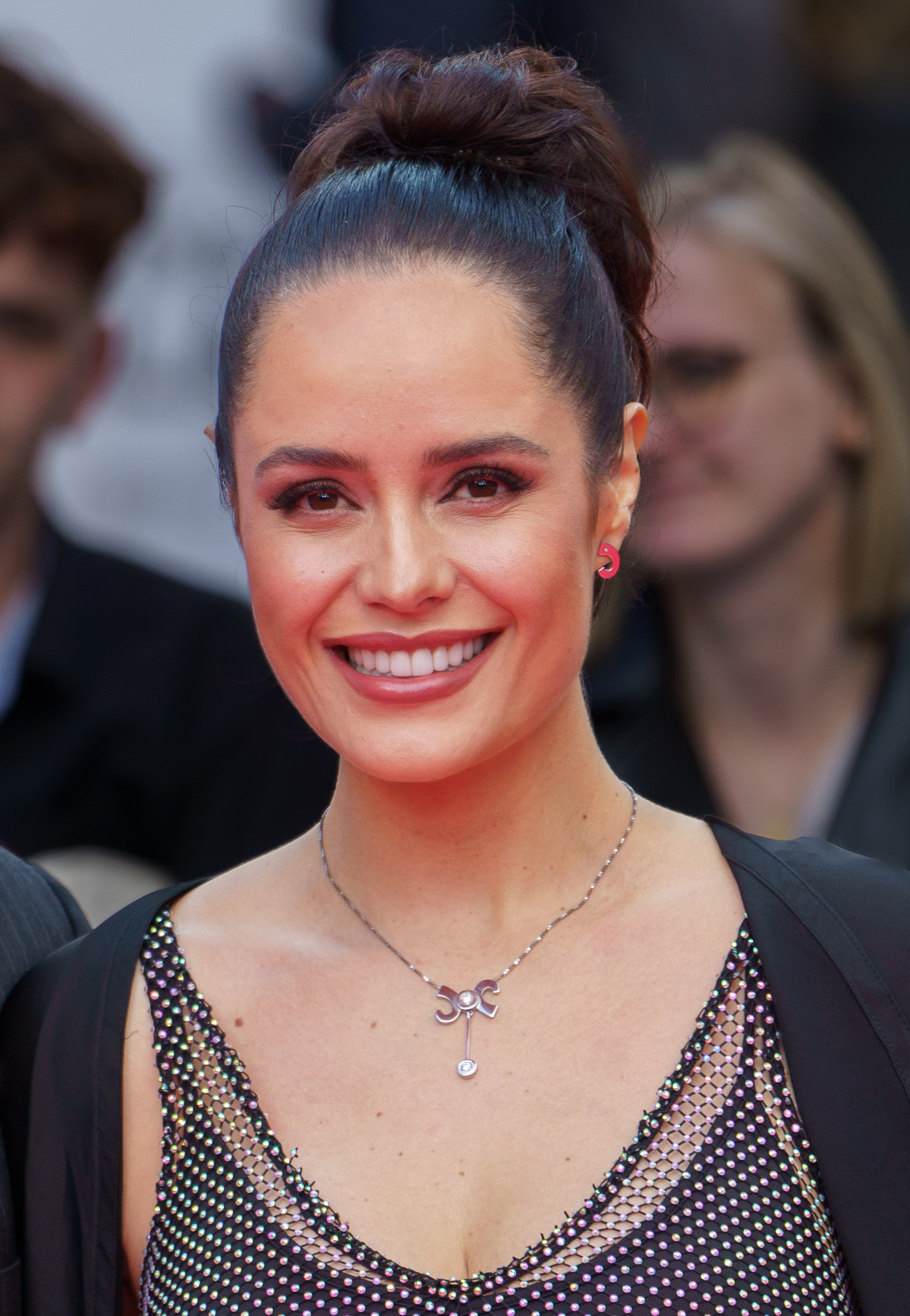
Ana Lucía Domínguez, 2025

Ana Lucia Dominguez Tobón (* 2. Dezember 1983 in Bogotá) ist eine kolumbianische Schauspielerin und Modell.

## Leben
In ihrem Heimatland studierte sie Schauspiel, Sprechen und Körpersprache. Mit neun Jahren begann sie, Werbespots für das Fernsehen aufzunehmen. Im Jahr 2001 heiratete sie im Alter von 18 Jahren den 14 Jahre älteren Komiker David Alberto García, nachdem sie fünf Jahre lang umeinander geworben hatte. Das Paar ließ sich zwei Jahre später scheiden. 2008 gab die Schauspielerin ihre Hochzeit mit dem kolumbianischen Sänger und Schauspieler Jorge Cárdenas bekannt. Derzeit lebt sie in Mexiko-Stadt. Seit 1993 spielte sie in mehr in zwei Dutzend Film- und vor allem Fernsehproduktionen mit.

## Filmographie
- 1993: De pies a cabeza
- 1996: Conjunto cerrado
- 1998: Hermosa niña
- 1999: El fiscal
- 2000: Amor Discos
- 2000: Se armó la gorda
- 2001: El informante en el país de las mercancías
- 2002–2003: Gata Salvaje
- 2003–2004: Pasión de Gavilanes
- 2004: Te voy a enseñar a querer
- 2005: Decisiones
- 2006: El engaño
- 2006: Amores cruzados
- 2007: Madre Luna
- 2007–2008: Mujeres asesinas
- 2009: El fantasma del Gran Hotel
- 2010: Perro amor
- 2011–2012: La Traicionera
- 2013: Las Bandidas
- 2014: Misterio’s
- 2015–2019: Señora Acero
- 2018: Nicky Jam: El Ganador
- 2021: Wer hat Sara ermordet? (Who Killed Sara?)
- seit 2022: Herzschlag (Pálpito)